# 东方寿带
，又称中南寿带，是雀形目王鹟科的一种鸟类。

## 特征
东方寿带体重约19.23克，翼长约91.3毫米，嘴峰长约21.4毫米，喙宽度约7.8毫米，喙厚度约6.4毫米，跗蹠长约16.9毫米，尾长约110.2毫米。东方寿带是部分迁徙的鸟类，其栖息在半开放的中等高度的林地中，食性为肉食性，主要食物来源是陆生无脊椎动物。